# Bukovinský potok (přítok Juríkova potoka)
Bukovinský potok je potok na horní Oravě, ve západní části okresu Námestovo. Jde o pravostranný přítok Juríkova potoka a měří 2,7 km a je tokem V. řádu.

## Pramen
Teče v Oravských Beskydech, v podcelku Ošust, na severozápadním svahu Bukoviny (1 049,6 m n. m.) v nadmořské výšce cca 960 m n. m..

## Popis toku
Na horním toku teče severojižním směrem, zprava přibírá tři krátké zdrojnice z jihovýchodního úpatí (hraniční) Bukoviny (1 057,3 m n. m.) a vstupuje do nejzápadnějšího výběžku Podbeskydské vrchoviny. Zde se obloukem stáčí, zprava přibírá přítok pramenící severně od osady Demänová a pokračuje přímo na východ. Severozápadně od osady Tanečník ústí v nadmořské výšce přibližně 833 m n. m. do Juríkova potoka.

## Jiné názvy
- Bukovina
- Bukovský potok
- Od kopca